# Hochfrequente Rückenmarkstimulation
Die Hochfrequente Rückenmarkstimulation ist eine technische Weiterentwicklung der Spinal Cord Stimulation (SCS). Die herkömmliche niederfrequente SCS arbeitet mit 40 bis 70 Hertz. Bei der Hochfrequenten SCS haben die Impulse eine Frequenz von 10.000 Hertz.
Dass die Rückenmarkstimulation unter Einsatz dieser hohen Frequenzen eine bessere Wirksamkeit aufweist als herkömmliche Verfahren der SCS, ist seit 2015 belegt, als erstmals die Ergebnisse der bislang größten Studie im Bereich SCS veröffentlicht wurden: Die randomisiert-kontrolliert durchgeführte multizentrische Studie „Senza-RCT“ (Randomized Controlled Trial, RCT) wurde von der Food and Drug Administration (FDA) konzipiert und überwacht. Sie verglich als erste Studie direkt die Sicherheit und Wirksamkeit verschiedener SCS-Verfahren. Diese Studie erfüllt mit Evidenzstufe Ib die härtesten Evidenzanforderungen, die eine klinische Studie überhaupt erreichen kann. Die Ergebnisse sind also gesichert und stichhaltig.

## Indikationen
Die Hochfrequente Rückenmarkstimulation hilft bei chronischen, vorwiegend neuropathischen, therapierefraktären Schmerzsyndromen des Rumpfes sowie der oberen und unteren Extremitäten.
Da für die Hochfrequente Rückenmarkstimulation ein operativer Eingriff erforderlich ist, kommt diese Art von Therapie erst zum Einsatz, wenn einfachere, nicht-invasive Möglichkeiten der Behandlung, wie Schmerzmittel, Physiotherapie usw., auf Dauer keinen Erfolg gebracht haben.

### Chronische Schmerzen
Es gibt unterschiedliche Definitionen, ab wann Schmerzen als chronisch gelten. Laut Weltgesundheitsorganisation (WHO) sind Schmerzen chronisch, wenn sie drei Monate oder länger anhalten. Alternativ wird von chronischen Schmerzen gesprochen, wenn sie einen Monat länger anhalten, als es für eine bestimmte Verletzung, Operation oder Krankheit zu erwarten ist.
Da chronische Schmerzen die Betroffenen meist umfassend beeinträchtigen, geht es bei ihrer Behandlung häufig nicht nur um die Schmerzlinderung, sondern darum, Lebensqualität wiederzuerlangen.

### Neuropathische Schmerzen
Sehr stark vereinfacht, gibt es den nozizeptiven Schmerz, der eine konkrete Ursache, etwa eine Verletzung, hat, und den neuropathischen Schmerz, der im Nervensystem selbst begründet ist. Neuropathische Schmerzen kommen somit durch eine Nervenschädigung oder -beeinträchtigung zustande und sprechen meist nicht (mehr) oder nur kurzfristig auf eine Therapie der Ursache an.
Häufig handelt es sich um Mischformen, die anfangs nozizeptiv sind, auf Dauer aber einen neuropathischen Charakter bekommen, wenn sich der Schmerz von der anfänglichen Ursache abkoppelt und verselbstständigt.

### Leitlinien und Krankheitsbilder
Die Wirksamkeit der Hochfrequenten Rückenmarkstimulation ist für chronisch-neuropathische Schmerzsyndrome des Rumpfes – vornehmlich des Rückens –, des Nacken- und Schultergürtelbereichs sowie der oberen und unteren Extremitäten nachgewiesen. Darüber hinaus ist die Hochfrequente SCS bei einer Vielzahl von Indikationen und Diagnosen einsetzbar, die für chronische Schmerzen im Rücken- und/oder Beinbereich verantwortlich sind.
Neben den in der DGS-Leitlinie genannten SCS-Indikationen kommen bei der Hochfrequenten SCS folgende hinzu:
- prädominante Rückenschmerzen[2]
- nicht-operierte, refraktäre Rückenschmerzen (NSRBP – Non-surgical Refractory Back Pain)

Zudem kann die Hochfrequente Rückenmarkstimulation bei Patienten zu einer Schmerzlinderung führen, die nicht auf eine herkömmliche, niederfrequente SCS-Behandlung angesprochen haben.
Darüber hinaus kommt die Hochfrequente SCS im Rahmen der symptomatischen Therapie der schmerzhaften Form der diabetischen sensomotorischen Polyneuropathie (abgekürzt: DSPN; engl. Painful Diabetic Neuropathy – PDN) zur Anwendung: Die Praxisempfehlungen der Deutschen Diabetes Gesellschaft (DDG) ziehen diese Therapieoption für Pharmakotherapie-refraktäre Schmerz-Patientinnen und Patienten in Betracht.
Seit Herbst 2024 gibt es eine konsensbasierte Empfehlung der Deutschen Gesellschaft für Schmerzmedizin e.V. (DGS) zur schmerzhaften diabetischen Polyneuropathie, die durch ein Expertenpanel aus Schmerztherapie, Diabetologie, Neurologie und Neurochirurgie erarbeitet wurde. Darin wird die SCS bei hohem Evidenzgrad und Expertenkonsens als integraler Bestandteil der Behandlung der therapierefraktären schmerzhaften DSPN empfohlen.
Die Wirksamkeit des Verfahrens wurde in SENZA-PDN, einer RCT-Studie, nachgewiesen. Dass die Wirksamkeit dauerhaft anhält, zeigt die Auswertung der SENZA-PDN-Patienten über 24 Monate hinweg, die im August 2023 publiziert wurden. Dafür wurden Pharmakotherapie-refraktäre Patienten mit schmerzhafter DSPN über zwei Jahre hinweg nachbeobachtet: Etwa 9 von 10 Patienten, die sich zuvor unter konventioneller medikamentöser Behandlung therapierefraktär gezeigt hatten, profitierten von einer signifikanten Schmerzlinderung und zudem von verbesserter Lebens- und Schlafqualität sowie neurologischen Verbesserungen.

## Merkmale der hochfrequenten Behandlung
Zügige Schmerzlinderung, kein Kribbeln
Bei der Hochfrequenten SCS tritt die Schmerzlinderung zum Teil unmittelbar ein, zum Teil kann es auch etwas Zeit in Anspruch nehmen, bis sich die schmerzlindernde Wirkung voll entfaltet (sog. wash in). Im Gegensatz zum herkömmlichen niederfrequenten Verfahren liegen die Amplituden der Stromfrequenz sehr nahe beieinander und die anzuwendende Stromstärke ist sehr gering, sodass keine Kribbelparästhesien entstehen. Der Wegfall dieser Missempfindungen ist schon an sich ein Vorteil, schlägt sich jedoch für die Patienten darüber hinaus in deutlich geringeren Einschränkungen im Alltag nieder: Unter der Hochfrequenten SCS, bei der es nicht zu spürbaren, unerwarteten elektrischen Impulsen kommt, ist den Patienten beispielsweise das Autofahren erlaubt und es kommt seltener zu Schlafstörungen.
Zu Wechselwirkungen mit gleichzeitig verabreichten oder eingenommenen Medikamenten kommt es bei der Hochfrequenten SCS ebenfalls nicht.
Einfach handhabbarer, wiederaufladbarer Impulsgenerator
Patienten bezeichnen den Impulsgenerator zum Teil als „Schmerzschrittmacher“. Der Alltag mit dem System gestaltet sich bei der Hochfrequenten SCS einfach. Lediglich der Impulsgenerator ist täglich aufzuladen, was ca. 45 Minuten dauert. Dies lässt sich im Sitzen oder Liegen erledigen, beispielsweise ganz bequem während des Fernsehens.
Einmal eingestellt und regelmäßig im Rahmen einer fachärztlichen Sprechstunde überprüft, funktioniert die Hochfrequente SCS ohne permanentes Nachjustieren. Das heißt, das System reguliert mit einer Einstellung Aktiv- sowie Ruhephasen und kann beim Schlafen eingeschaltet bleiben. Bei der niederfrequenten Rückenmarkstimulation ist die Impulsstärke hingegen an die jeweilige Aktivität wie Liegen, Sitzen oder Laufen anzupassen.
Nachweis der Vorteile von wiederaufladbaren Impulsgeneratoren
Ergebnisse einer GKV-Routinedatenanalyse haben gezeigt, dass die Rückenmarkstimulation einen deutlichen Rückgang relevanter Schmerzdiagnosen und Erkrankungen bewirkt und damit die Lebensqualität der Patienten steigert. Darüber hinaus senkt die SCS Kosten im GKV-System: Die anfänglich hohen Kosten für die Rückenmarkstimulation werden durch die Rückkehr in die Erwerbstätigkeit und sinkende Kosten für das Krankengeld wieder eingeholt. Laut der Analyse sind die wiederaufladbaren Geräte den nicht wiederaufladbaren überlegen, da sie für einen stetigen und deutlicheren Rückgang der Diagnosen und Kosten sorgen. So kommt es etwa nicht zu einem Anstieg der Kennzahlen im dritten Jahr, der bei nicht wiederaufladbaren Geräten durch ihren kürzeren Lebenszyklus verursacht sein dürfte. Denn der Austausch der nicht wiederaufladbaren Impulsgeneratoren bedeutet einen operativen Eingriff.
OP in Vollnarkose
Bei der Hochfrequenten SCS kann der Patient während der Implantation des Impulsgenerators in Vollnarkose verbleiben, weil der Operateur die Elektroden anatomisch platziert und nicht auf seine Rückmeldung angewiesen ist, wie es bei der niederfrequenten SCS der Fall ist. Die Elektroden für die Hochfrequente Rückenmarkstimulation werden für sämtliche Indikationen im Rücken- und Beinbereich anatomisch auf den Brustwirbeln T9 und T10 platziert. Auch eine zervikale Platzierung der Elektroden für Indikationen im Bereich der oberen Extremitäten sowie im Nacken- und Schulterbereich gehört zum Spektrum der Hochfrequenten SCS.
Eine intraoperative Impedanzmessung, also die Messung des Wechselstromwiderstandes, ist zur Validierung der wirksamen Platzierung der Elektroden ausreichend und funktioniert zuverlässig.
Ansprechen
Die Ansprechrate bei Rückenschmerzen beträgt bei der 10-kHz-Therapie etwa 80 %, verglichen mit etwa 50 % bei der niederfrequenten SCS. Zudem empfinden die Patienten unter der Hochfrequenten SCS eine erhebliche Reduzierung der Schmerzen (66 Prozent Reduktion auf der VAS bei Rückenschmerzen und 70 Prozent bei Beinschmerzen). Voraussetzung dafür, die in den Studien nachgewiesene hohe Wirksamkeit im klinischen Alltag zu reproduzieren, ist eine strenge Patientenselektion gemäß den Leitlinien.

## Therapie/Ablauf
Ist die Indikation gestellt, also sichergestellt, dass der Patient mit seinem Krankheitsbild für die Behandlung in Frage kommt, erfolgt vor der dauerhaften Implantation des Impulsgenerators zunächst eine Testphase. Dabei wird die individuelle Wirksamkeit der Hochfrequenten Rückenmarkstimulation geprüft. Ein Spezialist nimmt die minimalinvasiven Eingriffe vor, die für diese Behandlung notwendig sind. Dafür werden zwei Elektroden rückenmarksnah implantiert, was minimal-invasiv erfolgt und reversibel ist. Das heißt, die Elektroden lassen sich – falls erforderlich – auch ganz einfach und ohne Neben- oder Nachwirkung wieder entfernen. In einem Testtagebuch dokumentiert der Patient die Schmerzintensität. Erst nach einigen Tagen wird anhand dessen über die weitere Therapie entschieden. Nur bei erfolgreichem Test, also einer Schmerzreduktion von mehr als 50 Prozent, wird dem Patienten anschließend der dauerhafte Impulsgenerator implantiert. Neun von zehn Patienten, die die Hochfrequente Rückenmarkstimulation auf diese Weise ausprobierten, blieben auf Dauer dabei.
Während der Testphase erfolgt die Rückenmarkstimulation über ein externes Gerät, das unter der Kleidung getragen wird. Der dauerhafte, wiederaufladbare Impulsgenerator ist etwa so groß wie eine Streichholz-Schachtel und wird üblicherweise im Bereich des unteren Rückens oder in der Gesäßregion unter der Haut platziert, was sich von außen als kleine Unebenheit zeigen kann.
Komplikationen/Explantationen
Bei der Implantation der Elektroden bzw. während der Testphase mit externem Impulsgenerator kann es – wie bei jedem chirurgischen Eingriff – zu Infektionen kommen. Mit Antibiotika-Prophylaxe liegt die infektionsbedingte Explantationsrate durchschnittlich bei 2 Prozent. Bei der Hochfrequenten Rückenmarkstimulation ist ein wesentlicher Erfolgsfaktor für die hohe Responderrate die strikte Indikationsstellung. Zu einem Wirkungsverlust im Therapieverlauf kommt es sehr selten. Mit Impulsgeneratoren der neuesten Generation lassen sich Patienten auch nachkorrigieren. Denn neben dem standardisierten Stimulationsalgorithmus stehen diverse weitere Programmieroptionen zur Verfügung, mit denen die Therapie angepasst werden kann. Sie ermöglichen es, auf die individuellen Besonderheiten des Schmerzprofils jedes Patienten oder auf Veränderungen der Schmerzmuster im Therapieverlauf reagieren zu können.

## Studienlage
Die Vorteile, die sich mit der Hochfrequenten SCS erzielen lassen, sind vielfältig – und ihre klinische Evidenz und Überlegenheit gegenüber der niederfrequenten SCS ist in mehreren Studien nachgewiesen:

### 2009 US-Machbarkeitsstudie
Nachweis der Sicherheit und Wirksamkeit.

### 2013 Europäische Multizentrische 24-Monats-Studie (Senza-EU)
Nachweis der langfristigen Sicherheit und Wirksamkeit bei Rücken- und Beinschmerzen.

### 2015 Senza-RCT – erste, randomisiert-kontrolliert durchgeführte multizentrische, prospektive Pivotalstudie
Direkter Vergleich verschiedener SCS-Verfahren; die Studie erfüllte die härtesten Evidenzanforderungen. Nachweis der Überlegenheit des hochfrequenten Verfahrens.

### 2016 Fortführung von Senza-RCT über 24 Monate
Nachweis der langfristigen Wirksamkeit ohne Wirkverlust.

### 2021 Real-World-Studie
Nachweis der Wirksamkeit bei therapierefraktärer schmerzhafter diabetischer Neuropathie.

### 2022 12-Monats-Daten einer multizentrischen RCT-Studie zur Hochfrequenten SCS bei nicht-operierten, refraktären Rückenschmerzen (NSRBP, sog. Virgin Back)
Nachweis der überlegenen Wirksamkeit gegenüber der konventionellen medikamentösen Behandlung (CMM).

### 2022 SENZA-PDN über 12 Monate, dann 2023 über 24 Monate
Nachweis der Wirksamkeit bei schmerzhafter diabetischer Polyneuropathie.

### 2024 Weitere Analyse von SENZA-PDN
In einer detaillierten Analyse der Senza-PDN-Daten ließen sich zusätzlich zur langfristigen Schmerzreduktion bei schmerzhafter diabetischer Polyneuropathie auch eine klinisch relevante und statistisch signifikante Reduktion des HbA1c, ein signifikanter Gewichtsverlust und eine deutlich, dauerhaft geringere Beeinträchtigung des Schlafs durch Schmerzen feststellen.

### Ausgewählte Detailergebnisse
Senza-RCT hat gezeigt, dass auch Patienten mit langandauernder Schmerzanamnese von der Behandlung profitieren. Die hohe Zahl voroperierter Senza-RCT-Probanden zeigt außerdem, dass die Hochfrequente SCS geeignet ist, Patienten mit einem Failed Back Surgery Syndrome, also bei fortwährenden Beschwerden nach einer Bandscheiben- oder Wirbelsäulen-OP, Schmerzlinderung zu verschaffen.
In der Senza-RCT-Studie wurde eine Definition für sogenannte „Remitter“ festgelegt, also für Patienten, die nach Behandlung einem Gesunden gleichgesetzt werden können und somit als geheilt gelten. Demnach gehören diejenigen Patienten zu den Remittern, die unter Rückenmarkstimulation einen VAS-Wert von 2,5 oder weniger erreichen konnten. Für die 24-Monats-Betrachtung behielt diese Definition weiterhin Gültigkeit. Nach 12 Monaten erreichten ca. 67 Prozent der Studienteilnehmer, die eine Hochfrequente Rückenmarkstimulation erhielten, Remitterstatus – und zwar gleichermaßen bei den von Beinschmerzen Geplagten, als auch bei denjenigen mit Rückenschmerzen. Nach 24 Monaten blieb die Remitterrate mit etwa 66 Prozent stabil auf demselben hohen Niveau. Der Anteil der mit niederfrequenter SCS therapierten Patienten, die eine Remission erreichten, belief sich zu den unterschiedlichen Messzeitpunkten jeweils auf 31 bis knapp 43 Prozent. Fazit: Mit der Hochfrequenten Rückenmarkstimulation lassen sich in etwa doppelt so viele Patienten komplett von ihren Schmerzen befreien, wie mit der herkömmlichen SCS. Diese Verminderung der Schmerzwerte wurde erreicht, obwohl gleichzeitig die Schmerzmedikation reduziert wurde.
Der konkrete Vergleich der Schmerzintensität über die VAS-Skala über 24 Monate Behandlungsdauer hinweg zeigt besonders eindrücklich, wie groß der Unterschied zwischen den beiden SCS-Methoden tatsächlich ist. Bei den Rückenschmerzen reduzierte sich der VAS-Wert ausgehend von durchschnittlich 7,5 unter Hochfrequenter Rückenmarkstimulation auf 2,5 nach 12 Monaten und auf 2,4 nach 24 Monaten. Im Vergleich dazu lagen die VAS-Werte bei der niederfrequenten SCS-Therapie ausgehend von im Durchschnitt 7,7 bei 4,3 nach 12 Monaten und bei 4,5 nach 24 Monaten. Auch bei den Beinschmerzen lagen die VAS-Werte bei der Hochfrequenten SCS deutlich niedriger: Ausgehend von 7,2 sanken sie auf 2,1 nach 12 Monaten und auf 2,4 nach 24 Monaten; während unter niederfrequenter SCS-Therapie der Ausgangswert bei 7,4, der 12-Monats-Wert bei 3,8 und der 12-Monats-Wert bei 3,9 lag. Auf dem INS 2022 vorgestellte 10-Jahres-Daten bestätigen, dass die Ergebnisse der vorangegangenen Studien erhalten bleiben, es also auch langfristig kaum zu Wirkungsverlusten kommt.

### Dokumentierte Überlegenheit der Hochfrequenten Rückenmarkstimulation
Die Hochfrequente Rückenmarkstimulation ist die einzige SCS-Therapie, die ohne Kribbelparästhesien wirksam ist. Mehr Patienten sprechen darauf an; bei ihnen ist die Therapie gleichzeitig wirksamer und lindert die Schmerzen besser – diese Resultate kamen bei der Senza-RCT-Studie nicht nur deutlich zum Vorschein, die FDA erlaubte diese Aussagen sogar explizit.
Dass die anhaltende Wirksamkeit der Hochfrequenten Rückenmarkstimulation nicht nur für die Studienlage gilt, sondern sich auch in der Klinik reproduzieren lässt, zeigt eine im Januar 2019 publizierte multizentrische Real-World-Studie: Sie umfasst insgesamt 1.660 Patienten, die in acht Zentren weltweit zwischen 2014 und 2018 mit der 10-kHz-SCS behandelt wurden und dokumentiert 78 Prozent Responderrate, 90 Prozent Zufriedenheit mit der Behandlung, 32 Prozent der Patienten konnten die Medikamenteneinnahme reduzieren, nur 3,7 Prozent wurden wieder explantiert (1,2 Prozent aufgrund von Wirkungsverlust).
Zwischenzeitlich gibt es Impulsgeneratoren, die nicht nur die 10-kHz-Therapie, sondern auch verschiedene Frequenzen und Wellenformen einzeln und gemeinsam anzuwenden erlauben. Neben kombinierten Wellenformen können auch die Hinterstrangfasern oder das Hinterhorn direkt stimuliert werden.
Die Überlegenheit der Hochfrequenten Rückenmarkstimulation ließ sich auch bei der Indikation Schmerzhafte Diabetische Polyneuropathie nachweisen: Eine im Oktober 2022 veröffentlichte Metastudie hat vorliegende RCT-Daten verwendet, um die traditionelle niederfrequente und die Hochfrequente Rückenmarkstimulation zu vergleichen – mit dem Ergebnis, dass die Hochfrequente Rückenmarkstimulation bei einer deutlich höheren Ansprechrate eine signifikant stärkere Schmerzlinderung bringt.

### Hochfrequente Rückenmarkstimulation bei schmerzhafter diabetischer Polyneuropathie
Die schmerzhafte diabetische Polyneuropathie lässt sich mit der Hochfrequenten Rückenmarkstimulation wirksam und nachhaltig behandeln. Dass die respondierenden Patienten nicht nur eine dauerhafte Schmerzlinderung erleben, sondern sich auch andere Symptome, wie HbA1c, Gewicht und Schlaf, signifikant verbessern, zeigen diverse Studien.